# 諸聖教堂 (和平島)
25°09′21″N 121°45′54″E / 25.15593378998211°N 121.76491130747601°E
諸聖教堂（英語： 或 ），是位於台灣基隆市中正區和平島平一路的天主教教堂遺址，為西班牙人於西元1620～1630年代建立，鄰近聖薩爾瓦多城，該教堂（修道院）也是天主教最早於台灣傳教的地點。

## 歷史
本遺址具多文化層堆積，不只具有荷、西時期（17世紀），往前追溯還有400年到2,000多年前之鐵器時期文化層，最遠甚至含圓山文化層（距今約3,000多年前），往後則有清治、日治等時期。
1626至1642年間，西班牙帝國於北台灣歷時16年的殖民統治，於雞籠灣內小島（今和平島）登陸。5月16日在社寮島舉行占領典禮。隨後建立聖薩爾瓦多城（San Salvador，意為「救世主」）作為統治中心，為了向周圍區域原住民各社傳教，因而在要塞附近興建一座教堂，作為天主教道明會傳教地點。
1642年8月，荷軍大舉進攻雞籠，並奪取了雞籠島上的制高點，在戰爭中，該教堂關押戰敗的西班牙戰俘，西班牙人離開台灣後，諸聖教堂便用來收容軍隊。後因傾圮失修，諸聖教堂逐漸荒廢。

## 現況與考古發掘
由於根據歐式城堡建築都有地下室及地基的慣例，加上其後建成的船塢不需地基，在近代學者認為和平島更深的地底仍存部分西班牙時期的建築遺址，2014年，諸聖教堂於台灣國際造船基隆廠停車場被考古人員發現。
2019年，基隆市政府邀請國立清華大學人類學研究所所長臧振華及西班牙考古學者Maria Cruz Berrocal組成的考古團隊調查聖薩爾瓦多城和修道院遺址的正確位置，5月開始考古挖掘，後在基隆市文化局委託下，最終共挖掘出扶壁、部分中殿與正方形後殿區域，推估整體面積超過200平方公尺，占地面積超過350平方公尺。
考古遺跡範圍內則發掘出21具遺骸，包括歐洲人（推測其身分為當時來臺傳教之傳教士）遺骸及平埔族原住民孩童甕棺，遺址目前出土結構包括外側墓葬群及日治時期遺留的磚砌遺構，文物則包括日治（酒瓶）、清朝（房舍殘跡、瓷器）、荷西時期（距今400年前的遺骸、錢幣和卡拉瓦卡十字架及金屬帶扣、鈕扣等），還有鐵器時期文化地層（距今400至2,000年前的煉鐵爐壁殘件）及圓山文化地層（距今3,000年前的素面紅陶殘片、玉錛）。
2022年，為了因應在地舉辦的城市博覽會，諸聖教堂遺址作為展示設施的一部分先行開放參觀。未來計畫中規劃社寮島歷史文化園區，辦理考古挖掘計畫與管理維護計畫等。。
2023年，諸聖教堂的展覽空間入圍德國國際論壇設計設計空間設計獎。

## 外部連結
- 和平島B考古遺址-文化部文化資產局 （页面存档备份，存于）
- 西班牙諸聖教堂考古遺址 （页面存档备份，存于）基隆市政府
- 和平島時空旅讀 大航海時代的遺跡與榮耀